# Kanton Bordeaux-1
Kanton Bordeaux-1 (fr. Canton de Bordeaux-1) je francouzský kanton v departementu Gironde v regionu Akvitánie. Tvoří ho pouze část města Bordeaux.